# أربعينات هوج

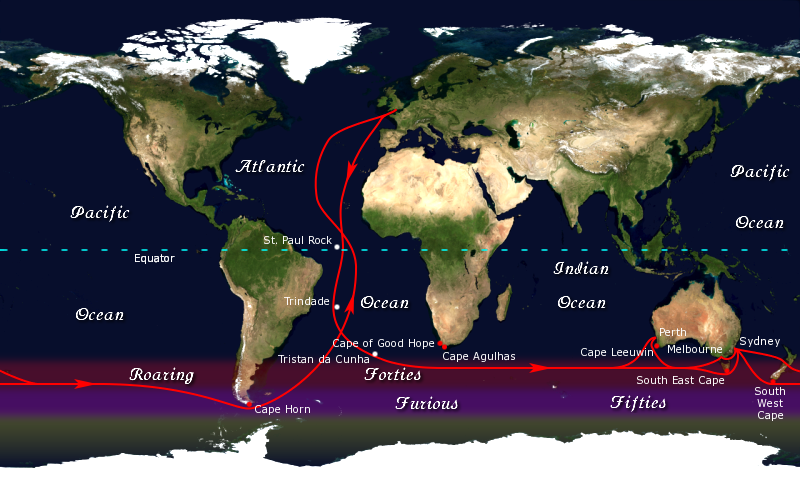
طريق كليبر الذي تسلكه السفن المبحرة من أوروبا إلى أستراليا للاستفادة من فترة الأربعينيات المزمجرة.

الأربعينات الهُوج أو الأربعينيات المزمجرة أو الأربعينات الهوجاء أو الأربعينات الهادرة (بالإنجليزية: Roaring Forties)‏ هو مصطلح يطلق على الرياح العكسية (غربيات العروض الوسطى) التي تهب في نصف الكرة الجنوبي إلى الجنوب من خط عرض 40 (بين 40-49 درجة)، والتي تتصف بانتظام هبوبها طوال العام وسرعتها الشديدة نتيجة لتجانس طبيعة السطح الذي تهب فوقه (محيط مائي).

## اكتشاف
ربما تم تحديد الرياح لأول مرة من قبل الملاح الهولندي هندريك بروير في عام 1610 كوسيلة لعبور المحيط الهندي بسرعة تسمى طريق بروير للذهاب إلى جزر الهند الشرقية الهولندية. ثم التقليدية،
اتخذت من قبل الملاحين البرتغاليين، والمشاركة التالية سواحل شرق إفريقيا بعد رأس الرجاء الصالح ، من خلال قناة موزمبيق ، ثم عبور المحيط الهندي، وأحيانا عن طريق 'الهند.
ومع ذلك، فإن الاحتلال البرتغالي لموزامبيق ومخاطر الملاحة جعلت الطريق غير مرغوب فيه للغاية. كان الطريق إلى الشرق من مدغشقر صعبًا أيضًا، حيث تغيرت الرياح وتيارات البحر وخطر بقاء المركب الشراعي ثابتًا في هدوء شبه استوائي ( Doldrums ) ، وأن الطاقم مات. تم اكتشاف الحل عن طريق بروير في عام 1610، وقرار ان يبحر شرقا بين خطي عرض 35 ° -45 ° S قبل أن يغير اتجاهه عند خط الطول 110 شرق . باستخدام الرياح الغربية السائدة، قلل مسار بروير المذكور من وقت السفر وأصبح شائعًا لجميع السفن الهولندية.
ومع ذلك، في القرن السابع عشر كان تحديد خط الطول ليس من السهل وكانت القوارب في خطر تحطمها على الشعاب المرجانية قرب سواحل غرب أستراليا.